# Felipe Titto
Felipe Daniel Titto  (São Paulo, 12 de setembro de 1986) é um ator, empresário e apresentador de televisão brasileiro.

## Carreira
Sua estréia na televisão ocorreu em 2004 fazendo uma participação na série A Diarista mas a fama veio mesmo em 2005 na 12ª temporada de Malhação onde interpretou Marley. Em 2012 participou da novela Avenida Brasil interpretando Sidney o irmão de Tessália. Em 2013 ele integrou o elenco de Amor à Vida interpretando o mordomo Wagner que era alvo das humilhações de Félix devido as várias tatuagens que possuía por todo o corpo. Em 2015 fez uma participação em A Regra do Jogo interpretou o funkeiro MC Limão, rival de Merlô. No mesmo ano integrou novamente o elenco de Malhação, participando da temporada Malhação: Seu Lugar no Mundo, onde deu vida ao vilão Samurai, sendo essa sua segunda participação na trama teen. Em 2019, esteve na novela A Dona do Pedaço. Sua estréia no cinema ocorreu em 2007 no filme Não Por Acaso. No ano seguinte fez o filme Proêmio. Em 2016 atuou no filme Mais Forte Que o Mundo. Em 2022, é contratado pela RedeTV! para apresentar a cobertura da emissora no Super Bowl LVI, que acontecerá em 13 de fevereiro. Além disso, ele apresentará um novo programa na casa.

## Vida pessoal
Titto é pai de Theo, nascido em 2003.
Em 22 de janeiro de 2017, Titto foi levado ao Hospital São Luiz, em São Paulo, sentindo dores no peito e formigamento no braço esquerdo. Após se submeter alguns exames, foi diagnosticado com vítima de infarto, e passou a noite internado para exames complementares. Na manhã de segunda, o diagnóstico foi corrigido para miopericardite, uma inflamação viral do miocárdio, e, após as devidas recomendações, Titto foi liberado. Entre 2011 e 2017 foi casado com a arquiteta Mel Martinez.

## Controvérsias

### Acusação de racismo
Em abril de 2020, Felipe foi acusado de racismo, após o modelo Matheus Pasquarelli divulgar um vídeo gravado em 2019, em que Titto diz que seu cabelo crespo serviria como um criado-mudo. Após o ocorrido, Felipe publicou um vídeo nas redes sociais se retratando. No vídeo ele pediu perdão ao modelo e disse que na grande maioria das vezes, você não é racista, mas você reproduz piadas racistas, mesmo que involuntariamente e acaba agindo de forma racista.

## Filmografia

### Televisão
| Ano     | Título                       | Personagem                | Notas                                  |
| ------- | ---------------------------- | ------------------------- | -------------------------------------- |
| 2004    | A Diarista                   | Banana                    | Episódio: "Aquele com os Adolescentes" |
| 2005    | Malhação                     | Frederico Foster (Marley) | Temporada 12                           |
| 2009    | Aline                        | Rick                      | Episódio: "TPM"                        |
| 2012    | Avenida Brasil               | Sidney                    | Episódios: "18–31 de maio"             |
| 2013    | Amor à Vida                  | Wagner Carvalho           |                                        |
| 2014    | Saltibum                     | Participante              | Temporada 1                            |
| 2015    | A Regra do Jogo              | MC Limão                  | Episódios: "19–20 de novembro"         |
| 2015    | Malhação: Seu Lugar no Mundo | Vitor Guerra (Samurai)    | Temporada 23                           |
| 2015–17 | Are You the One? Brasil      | Apresentador              | Temporadas 1–3                         |
| 2016–17 | Ridículos                    | Apresentador              |                                        |
| 2017    | O Outro Lado do Paraíso      | Odair da Silva            |                                        |
| 2018    | Vídeo Show                   | Repórter                  |                                        |
| 2019    | A Dona do Pedaço             | Abdias                    |                                        |
| 2020    | Dança Dos Famosos            | Participante              | Temporada 17                           |
| 2020-21 | Soltos em Floripa            | Comentarista              |                                        |

### Cinema
| Ano  | Título                 | Personagem   | Nota(s) |
| ---- | ---------------------- | ------------ | ------- |
| 2007 | Não por Acaso          |              |         |
| 2008 | Proêmio                |              |         |
| 2016 | Mais Forte que o Mundo | Tony Mendigo |         |
| 2019 | Eu Sou Mais Eu         | Rodrigo      |         |

### Internet
| Ano  | Título            | Função       | Nota(s)     |
| ---- | ----------------- | ------------ | ----------- |
| 2020 | Soltos em Floripa | Comentarista | Prime Video |

### Videoclipe
| Ano  | Título           | Artista        | Personagem |
| ---- | ---------------- | -------------- | ---------- |
| 2016 | Pra Sempre       | Thiago Di Melo | "Marcelo"  |
| 2017 | Amor da sua cama | Felipe Araújo  |            |

## Prêmios e indicações
| Ano  | Prêmio                   | Categoria                    | Trabalho indicado       | Resultado | Ref           |
| ---- | ------------------------ | ---------------------------- | ----------------------- | --------- | ------------- |
| 2013 | Prêmio Quem de Televisão | Melhor Revelação             | Amor à Vida             | Indicado  | [ 13 ] [ 14 ] |
| 2015 | Prêmio Jovem Brasileiro  | Melhor Apresentador(a) Jovem | Are You the One? Brasil | Indicado  | [ 15 ]        |
| 2016 | Prêmio Jovem Brasileiro  | Melhor Apresentador Jovem    | Are You the One? Brasil | Indicado  |               |